# Tour Down Under 2012
La 14ª edición del Tour Down Under (llamado: Santos Tour Down Under), se disputó entre el 17 y el 22 de enero de 2012 en Adelaida y sus alrededores, al sur de Australia. 
La prueba fue la primera carrera del UCI WorldTour 2012. 
La novedad de esta edición fue que la 5.ª etapa culminó en alto, luego de ascender 2 veces el alto de Old Willunga Hill (3,5 km de longitud) en la 2.ª oportunidad será el final de etapa. Esto mermó las posibilidades de los esprínteres, habituales ganadores de esta carrera. Además, hasta esta edición los puertos o cotas puntuables tenían una catalogación única debido a las pocas ascensiones y a partir de este año se siguió la catalogación clásica de 1.ª, 2.ª y 3.ª teniendo Old Willunga Hill catalogación de 1.ª.
El ganador final fue Simon Gerrans con el mismo tiempo del segundo clasificado Alejandro Valverde (vencedor de una etapa). Completó el podio Tiago Machado.

## Equipos participantes
Tomaron parte en la carrera 19 equipos: los 18 de categoría UCI ProTour (al ser obligada su participación); más una selección de Australia (con corredores de equipos de los Circuitos Continentales UCI) bajo el nombre de UniSA Australia. Formando así un pelotón de 133 ciclistas, con 7 corredores cada equipo, de los que acabaron 126. En el Down Under Classic, que ganó André Greipel, el GreenEDGE salió sin Luke Durbridge debido a una caída previa en este caso siendo un total de 132 corredores de los que acabaron 128. Los equipos participantes fueron:
| ProTeams (18)- AG2R La Mondiale - Astana - BMC Racing Team - Euskaltel-Euskadi - FDJ-BigMat - Katusha Team - Lampre-ISD - Liquigas-Cannondale - Lotto-Belisol - Movistar Team - Omega Pharma-Quick Step - GreenEDGE - Rabobank - RadioShack-Nissan - Saxo Bank - Sky - Vacansoleil - DCM - Garmin-Barracuda translation for headoftableIII_translate index 39 not found- UniSA-Australia |
| |

## Carrera de exhibición

### Down Under Classic, 15-01-2012:Adelaida(Rymill Park)-Adelaida(Rymill Park), 51 km
Dos días antes del comienzo del Tour Down Under se disputó una clásica de exhibición, no oficial de categoría .NE, en el Rymmil Park de Adelaida, en la que participaron los ciclistas que iniciaron el Tour Down Under excepto Luke Durbridge (GreenEDGE) debido a una caída previa. La prueba fue en un circuito de 1,7 km que se recorrió en 30 oportunidades para totalizar 51 km.
| Resultados de la carrera \| Posición \| Ciclista \| Equipo \| Tiempo \| \| -------- \| ----------------- \| --------------------- \| ---------- \| \| 1 \| André Greipel \| Lotto Belisol \| 1h 03' 18" \| \| 2 \| Boasson Hagen \| Sky \| m.t. \| \| 3 \| Heinrich Haussler \| Team Garmin-Barracuda \| m.t. \| |                   |                       |            |
| Posición | Ciclista          | Equipo                | Tiempo     |
| 1 | André Greipel     | Lotto Belisol         | 1h 03' 18" |
| 2 | Boasson Hagen     | Sky                   | m.t.       |
| 3 | Heinrich Haussler | Team Garmin-Barracuda | m.t.       |

## Recorrido
El Tour Down Under dispuso de seis etapas para un recorrido total de 803 kilómetros, donde se contempla en las cinco primeras etapas algunas dificultades en varios puntos de la carrera. Así mismo, la quinta etapa terminó en la subida final a Willunga Hill con una ascensión de 3,5 kilómetros de longitud y 7% de desnivel, lo que a menudo desempeña un papel decisivo en la carrera. La etapa seis marca el final de la carrera con un circuito urbano por los alrededores del centro de Adelaida.
| Etapa     | Fecha     | Recorrido               | type                   | Distancia (km) | Ganador            | Líder         |
| --------- | --------- | ----------------------- | ---------------------- | -------------- | ------------------ | ------------- |
| 1.ª etapa | 17 de ene | McLaren Vale – Clare    | etapa llana            | 149            | André Greipel      | André Greipel |
| 2.ª etapa | 18 de ene | Lobethal – Stirling     | etapa llana            | 148            | William Clarke     | Martin Kohler |
| 3.ª etapa | 19 de ene | Unley – Victor Harbor   | etapa llana            | 134,5          | André Greipel      | André Greipel |
| 4.ª etapa | 20 de ene | Norwood – Tanunda       | etapa escarpada        | 130            | Óscar Freire       | Martin Kohler |
| 5.ª etapa | 21 de ene | McLaren Vale – Willunga | etapa de media montaña | 151,5          | Alejandro Valverde | Simon Gerrans |
| 6.ª etapa | 22 de ene | Adelaida – Adelaida     | etapa llana            | 90             | André Greipel      | Simon Gerrans |

## Etapas

### Etapa 1
| McLaren Vale - Clare | etapa llana | (149 km) |

| \| Clasificación de la etapa \| Clasificación de la etapa \| Clasificación de la etapa \| Clasificación de la etapa \| Clasificación de la etapa \| \| Ciclista \| Ciclista \| Equipo \| Tiempo \| \| \| ------------------------- \| ------------------------- \| ------------------------- \| ------------------------- \| ------------------------- \| \| 1.º \| André Greipel \| Lotto-Belisol \| 4 h 33 min 40 s \| \| \| 2.º \| Alessandro Petacchi \| Lampre-ISD \| + 0 s \| \| \| 3.º \| Yauheni Hutarovich \| FDJ-BigMat \| + 0 s \| \| \| 4.º \| Fabio Sabatini \| Liquigas-Cannondale \| + 0 s \| \| \| 5.º \| Daniele Bennati \| RadioShack-Nissan \| + 0 s \| \| \| 6.º \| Christopher Sutton \| Team Sky \| + 0 s \| \| \| 7.º \| Jonathan Cantwell \| Saxo Bank \| + 0 s \| \| \| 8.º \| Xavier Florencio \| Katusha \| + 0 s \| \| \| 9.º \| Mark Renshaw \| Rabobank \| + 0 s \| \| \| 10.º \| Manuel Belletti \| AG2R La Mondiale \| + 0 s \| \| |                     |                     |                 |
| |                     |                     |                 |
| |                     |                     |                 |
| Clasificación de la etapa |                     |                     |                 |
| Ciclista | Ciclista            | Equipo              | Tiempo          |
| 1.º | André Greipel       | Lotto-Belisol       | 4 h 33 min 40 s |
| 2.º | Alessandro Petacchi | Lampre-ISD          | + 0 s           |
| 3.º | Yauheni Hutarovich  | FDJ-BigMat          | + 0 s           |
| 4.º | Fabio Sabatini      | Liquigas-Cannondale | + 0 s           |
| 5.º | Daniele Bennati     | RadioShack-Nissan   | + 0 s           |
| 6.º | Christopher Sutton  | Team Sky            | + 0 s           |
| 7.º | Jonathan Cantwell   | Saxo Bank           | + 0 s           |
| 8.º | Xavier Florencio    | Katusha             | + 0 s           |
| 9.º | Mark Renshaw        | Rabobank            | + 0 s           |
| 10.º | Manuel Belletti     | AG2R La Mondiale    | + 0 s           |

| \| Clasificación general \| Clasificación general \| Clasificación general \| Clasificación general \| Clasificación general \| \| Ciclista \| Ciclista \| Equipo \| Tiempo \| \| \| --------------------- \| --------------------- \| --------------------- \| --------------------- \| --------------------- \| \| 1.º \| André Greipel \| Lotto-Belisol \| 4 h 33 min 30 s \| \| \| 2.º \| Alessandro Petacchi \| Lampre-ISD \| + 4 s \| \| \| 3.º \| Martin Kohler \| BMC Racing Team \| + 4 s \| \| \| 4.º \| Yauheni Hutarovich \| FDJ-BigMat \| + 6 s \| \| \| 5.º \| Rohan Dennis \| Jayco-AIS \| + 7 s \| \| \| 6.º \| Eduard Vorganov \| Katusha \| + 8 s \| \| \| 7.º \| Marcello Pavarin \| \| + 9 s \| \| \| 8.º \| Fabio Sabatini \| Liquigas-Cannondale \| + 10 s \| \| \| 9.º \| Daniele Bennati \| RadioShack-Nissan \| + 10 s \| \| \| 10.º \| Christopher Sutton \| Team Sky \| + 10 s \| \| |                     |                     |                 |
| |                     |                     |                 |
| |                     |                     |                 |
| Clasificación general |                     |                     |                 |
| Ciclista | Ciclista            | Equipo              | Tiempo          |
| 1.º | André Greipel       | Lotto-Belisol       | 4 h 33 min 30 s |
| 2.º | Alessandro Petacchi | Lampre-ISD          | + 4 s           |
| 3.º | Martin Kohler       | BMC Racing Team     | + 4 s           |
| 4.º | Yauheni Hutarovich  | FDJ-BigMat          | + 6 s           |
| 5.º | Rohan Dennis        | Jayco-AIS           | + 7 s           |
| 6.º | Eduard Vorganov     | Katusha             | + 8 s           |
| 7.º | Marcello Pavarin    |                     | + 9 s           |
| 8.º | Fabio Sabatini      | Liquigas-Cannondale | + 10 s          |
| 9.º | Daniele Bennati     | RadioShack-Nissan   | + 10 s          |
| 10.º | Christopher Sutton  | Team Sky            | + 10 s          |

### Etapa 2
| Lobethal - Stirling | etapa llana | (148 km) |

| \| Clasificación de la etapa \| Clasificación de la etapa \| Clasificación de la etapa \| Clasificación de la etapa \| Clasificación de la etapa \| \| Ciclista \| Ciclista \| Equipo \| Tiempo \| \| \| ------------------------- \| ------------------------- \| ------------------------- \| ------------------------- \| ------------------------- \| \| 1.º \| William Clarke \| Champion System \| 3 h 58 min 35 s \| \| \| 2.º \| Michael Matthews \| Rabobank \| + 1 min 02 s \| \| \| 3.º \| Simon Gerrans \| GreenEDGE \| + 1 min 02 s \| \| \| 4.º \| Alejandro Valverde \| Movistar Team \| + 1 min 02 s \| \| \| 5.º \| Edvald Boasson Hagen \| Team Sky \| + 1 min 02 s \| \| \| 6.º \| Óscar Freire \| Katusha \| + 1 min 02 s \| \| \| 7.º \| Greg Van Avermaet \| BMC Racing Team \| + 1 min 02 s \| \| \| 8.º \| Luke Roberts \| Saxo Bank \| + 1 min 02 s \| \| \| 9.º \| Gerald Ciolek \| Omega Pharma-Quick Step \| + 1 min 02 s \| \| \| 10.º \| Heinrich Haussler \| Garmin-Barracuda \| + 1 min 02 s \| \| |                      |                         |                 |
| |                      |                         |                 |
| |                      |                         |                 |
| Clasificación de la etapa |                      |                         |                 |
| Ciclista | Ciclista             | Equipo                  | Tiempo          |
| 1.º | William Clarke       | Champion System         | 3 h 58 min 35 s |
| 2.º | Michael Matthews     | Rabobank                | + 1 min 02 s    |
| 3.º | Simon Gerrans        | GreenEDGE               | + 1 min 02 s    |
| 4.º | Alejandro Valverde   | Movistar Team           | + 1 min 02 s    |
| 5.º | Edvald Boasson Hagen | Team Sky                | + 1 min 02 s    |
| 6.º | Óscar Freire         | Katusha                 | + 1 min 02 s    |
| 7.º | Greg Van Avermaet    | BMC Racing Team         | + 1 min 02 s    |
| 8.º | Luke Roberts         | Saxo Bank               | + 1 min 02 s    |
| 9.º | Gerald Ciolek        | Omega Pharma-Quick Step | + 1 min 02 s    |
| 10.º | Heinrich Haussler    | Garmin-Barracuda        | + 1 min 02 s    |

| \| Clasificación general \| Clasificación general \| Clasificación general \| Clasificación general \| Clasificación general \| \| Ciclista \| Ciclista \| Equipo \| Tiempo \| \| \| --------------------- \| --------------------- \| --------------------- \| --------------------- \| --------------------- \| \| 1.º \| Martin Kohler \| BMC Racing Team \| 8 h 33 min 05 s \| \| \| 2.º \| André Greipel \| Lotto-Belisol \| + 2 s \| \| \| 3.º \| Michael Matthews \| Rabobank \| + 4 s \| \| \| 4.º \| Simon Gerrans \| GreenEDGE \| + 8 s \| \| \| 5.º \| Rohan Dennis \| Jayco-AIS \| + 9 s \| \| \| 6.º \| Eduard Vorganov \| Katusha \| + 10 s \| \| \| 7.º \| Xavier Florencio \| Katusha \| + 12 s \| \| \| 8.º \| Jonathan Cantwell \| Saxo Bank \| + 12 s \| \| \| 9.º \| Jan Bakelants \| RadioShack-Nissan \| + 12 s \| \| \| 10.º \| Luke Roberts \| Saxo Bank \| + 12 s \| \| |                   |                   |                 |
| |                   |                   |                 |
| |                   |                   |                 |
| Clasificación general |                   |                   |                 |
| Ciclista | Ciclista          | Equipo            | Tiempo          |
| 1.º | Martin Kohler     | BMC Racing Team   | 8 h 33 min 05 s |
| 2.º | André Greipel     | Lotto-Belisol     | + 2 s           |
| 3.º | Michael Matthews  | Rabobank          | + 4 s           |
| 4.º | Simon Gerrans     | GreenEDGE         | + 8 s           |
| 5.º | Rohan Dennis      | Jayco-AIS         | + 9 s           |
| 6.º | Eduard Vorganov   | Katusha           | + 10 s          |
| 7.º | Xavier Florencio  | Katusha           | + 12 s          |
| 8.º | Jonathan Cantwell | Saxo Bank         | + 12 s          |
| 9.º | Jan Bakelants     | RadioShack-Nissan | + 12 s          |
| 10.º | Luke Roberts      | Saxo Bank         | + 12 s          |

### Etapa 3
| Unley - Victor Harbor | etapa llana | (134,5 km) |

| \| Clasificación de la etapa \| Clasificación de la etapa \| Clasificación de la etapa \| Clasificación de la etapa \| Clasificación de la etapa \| \| Ciclista \| Ciclista \| Equipo \| Tiempo \| \| \| ------------------------- \| ------------------------- \| ------------------------- \| ------------------------- \| ------------------------- \| \| 1.º \| André Greipel \| Lotto-Belisol \| 3 h 21 min 55 s \| \| \| 2.º \| Yauheni Hutarovich \| FDJ-BigMat \| + 0 s \| \| \| 3.º \| Edvald Boasson Hagen \| Team Sky \| + 0 s \| \| \| 4.º \| Mark Renshaw \| Rabobank \| + 0 s \| \| \| 5.º \| Robbie McEwen \| GreenEDGE \| + 0 s \| \| \| 6.º \| Jacopo Guarnieri \| Astana \| + 0 s \| \| \| 7.º \| Heinrich Haussler \| Garmin-Barracuda \| + 0 s \| \| \| 8.º \| Daniele Bennati \| RadioShack-Nissan \| + 0 s \| \| \| 9.º \| Manuel Belletti \| AG2R La Mondiale \| + 0 s \| \| \| 10.º \| Christopher Sutton \| Team Sky \| + 0 s \| \| |                      |                   |                 |
| |                      |                   |                 |
| |                      |                   |                 |
| Clasificación de la etapa |                      |                   |                 |
| Ciclista | Ciclista             | Equipo            | Tiempo          |
| 1.º | André Greipel        | Lotto-Belisol     | 3 h 21 min 55 s |
| 2.º | Yauheni Hutarovich   | FDJ-BigMat        | + 0 s           |
| 3.º | Edvald Boasson Hagen | Team Sky          | + 0 s           |
| 4.º | Mark Renshaw         | Rabobank          | + 0 s           |
| 5.º | Robbie McEwen        | GreenEDGE         | + 0 s           |
| 6.º | Jacopo Guarnieri     | Astana            | + 0 s           |
| 7.º | Heinrich Haussler    | Garmin-Barracuda  | + 0 s           |
| 8.º | Daniele Bennati      | RadioShack-Nissan | + 0 s           |
| 9.º | Manuel Belletti      | AG2R La Mondiale  | + 0 s           |
| 10.º | Christopher Sutton   | Team Sky          | + 0 s           |

| \| Clasificación general \| Clasificación general \| Clasificación general \| Clasificación general \| Clasificación general \| \| Ciclista \| Ciclista \| Equipo \| Tiempo \| \| \| --------------------- \| --------------------- \| --------------------- \| --------------------- \| --------------------- \| \| 1.º \| André Greipel \| Lotto-Belisol \| 11 h 54 min 52 s \| \| \| 2.º \| Martin Kohler \| BMC Racing Team \| + 8 s \| \| \| 3.º \| Michael Matthews \| Rabobank \| + 12 s \| \| \| 4.º \| Thomas de Gendt \| Vacansoleil-DCM \| + 14 s \| \| \| 5.º \| Simon Gerrans \| GreenEDGE \| + 16 s \| \| \| 6.º \| Jan Bakelants \| RadioShack-Nissan \| + 16 s \| \| \| 7.º \| Edvald Boasson Hagen \| Team Sky \| + 16 s \| \| \| 8.º \| Eduard Vorganov \| Katusha \| + 16 s \| \| \| 9.º \| Rohan Dennis \| Jayco-AIS \| + 17 s \| \| \| 10.º \| Xavier Florencio \| Katusha \| + 20 s \| \| |                      |                   |                  |
| |                      |                   |                  |
| |                      |                   |                  |
| Clasificación general |                      |                   |                  |
| Ciclista | Ciclista             | Equipo            | Tiempo           |
| 1.º | André Greipel        | Lotto-Belisol     | 11 h 54 min 52 s |
| 2.º | Martin Kohler        | BMC Racing Team   | + 8 s            |
| 3.º | Michael Matthews     | Rabobank          | + 12 s           |
| 4.º | Thomas de Gendt      | Vacansoleil-DCM   | + 14 s           |
| 5.º | Simon Gerrans        | GreenEDGE         | + 16 s           |
| 6.º | Jan Bakelants        | RadioShack-Nissan | + 16 s           |
| 7.º | Edvald Boasson Hagen | Team Sky          | + 16 s           |
| 8.º | Eduard Vorganov      | Katusha           | + 16 s           |
| 9.º | Rohan Dennis         | Jayco-AIS         | + 17 s           |
| 10.º | Xavier Florencio     | Katusha           | + 20 s           |

### Etapa 4
| Norwood - Tanunda | etapa escarpada | (130 km) |

| \| Clasificación de la etapa \| Clasificación de la etapa \| Clasificación de la etapa \| Clasificación de la etapa \| Clasificación de la etapa \| \| Ciclista \| Ciclista \| Equipo \| Tiempo \| \| \| ------------------------- \| ------------------------- \| ------------------------- \| ------------------------- \| ------------------------- \| \| 1.º \| Óscar Freire \| Katusha \| 3 h 08 min 34 s \| \| \| 2.º \| Gerald Ciolek \| Omega Pharma-Quick Step \| + 0 s \| \| \| 3.º \| Daniele Bennati \| RadioShack-Nissan \| + 0 s \| \| \| 4.º \| Edvald Boasson Hagen \| Team Sky \| + 0 s \| \| \| 5.º \| Michael Matthews \| Rabobank \| + 0 s \| \| \| 6.º \| José Joaquín Rojas \| Movistar Team \| + 0 s \| \| \| 7.º \| Luke Roberts \| Saxo Bank \| + 0 s \| \| \| 8.º \| Kristjan Koren \| Liquigas-Cannondale \| + 0 s \| \| \| 9.º \| Serguéi Lagutín \| Vacansoleil-DCM \| + 0 s \| \| \| 10.º \| Heinrich Haussler \| Garmin-Barracuda \| + 0 s \| \| |                      |                         |                 |
| |                      |                         |                 |
| |                      |                         |                 |
| Clasificación de la etapa |                      |                         |                 |
| Ciclista | Ciclista             | Equipo                  | Tiempo          |
| 1.º | Óscar Freire         | Katusha                 | 3 h 08 min 34 s |
| 2.º | Gerald Ciolek        | Omega Pharma-Quick Step | + 0 s           |
| 3.º | Daniele Bennati      | RadioShack-Nissan       | + 0 s           |
| 4.º | Edvald Boasson Hagen | Team Sky                | + 0 s           |
| 5.º | Michael Matthews     | Rabobank                | + 0 s           |
| 6.º | José Joaquín Rojas   | Movistar Team           | + 0 s           |
| 7.º | Luke Roberts         | Saxo Bank               | + 0 s           |
| 8.º | Kristjan Koren       | Liquigas-Cannondale     | + 0 s           |
| 9.º | Serguéi Lagutín      | Vacansoleil-DCM         | + 0 s           |
| 10.º | Heinrich Haussler    | Garmin-Barracuda        | + 0 s           |

| \| Clasificación general \| Clasificación general \| Clasificación general \| Clasificación general \| Clasificación general \| \| Ciclista \| Ciclista \| Equipo \| Tiempo \| \| \| --------------------- \| --------------------- \| ----------------------- \| --------------------- \| --------------------- \| \| 1.º \| Martin Kohler \| BMC Racing Team \| 15 h 03 min 34 s \| \| \| 2.º \| Michael Matthews \| Rabobank \| + 2 s \| \| \| 3.º \| Óscar Freire \| Katusha \| + 2 s \| \| \| 4.º \| Gerald Ciolek \| Omega Pharma-Quick Step \| + 6 s \| \| \| 5.º \| Simon Gerrans \| GreenEDGE \| + 8 s \| \| \| 6.º \| Daniele Bennati \| RadioShack-Nissan \| + 8 s \| \| \| 7.º \| Edvald Boasson Hagen \| Team Sky \| + 8 s \| \| \| 8.º \| Jan Bakelants \| RadioShack-Nissan \| + 8 s \| \| \| 9.º \| Eduard Vorganov \| Katusha \| + 8 s \| \| \| 10.º \| Rohan Dennis \| Jayco-AIS \| + 9 s \| \| |                      |                         |                  |
| |                      |                         |                  |
| |                      |                         |                  |
| Clasificación general |                      |                         |                  |
| Ciclista | Ciclista             | Equipo                  | Tiempo           |
| 1.º | Martin Kohler        | BMC Racing Team         | 15 h 03 min 34 s |
| 2.º | Michael Matthews     | Rabobank                | + 2 s            |
| 3.º | Óscar Freire         | Katusha                 | + 2 s            |
| 4.º | Gerald Ciolek        | Omega Pharma-Quick Step | + 6 s            |
| 5.º | Simon Gerrans        | GreenEDGE               | + 8 s            |
| 6.º | Daniele Bennati      | RadioShack-Nissan       | + 8 s            |
| 7.º | Edvald Boasson Hagen | Team Sky                | + 8 s            |
| 8.º | Jan Bakelants        | RadioShack-Nissan       | + 8 s            |
| 9.º | Eduard Vorganov      | Katusha                 | + 8 s            |
| 10.º | Rohan Dennis         | Jayco-AIS               | + 9 s            |

### Etapa 5
| McLaren Vale - Willunga | etapa de media montaña | (151,5 km) |

| \| Clasificación de la etapa \| Clasificación de la etapa \| Clasificación de la etapa \| Clasificación de la etapa \| Clasificación de la etapa \| \| Ciclista \| Ciclista \| Equipo \| Tiempo \| \| \| ------------------------- \| ------------------------- \| ------------------------- \| ------------------------- \| ------------------------- \| \| 1.º \| Alejandro Valverde \| Movistar Team \| 3 h 45 min 48 s \| \| \| 2.º \| Simon Gerrans \| GreenEDGE \| + 0 s \| \| \| 3.º \| Tiago Machado \| RadioShack-Nissan \| + 2 s \| \| \| 4.º \| Michael Rogers \| Team Sky \| + 4 s \| \| \| 5.º \| Rohan Dennis \| Jayco-AIS \| + 7 s \| \| \| 6.º \| Edvald Boasson Hagen \| Team Sky \| + 12 s \| \| \| 7.º \| Javi Moreno Bazán \| Movistar Team \| + 13 s \| \| \| 8.º \| Jan Bakelants \| RadioShack-Nissan \| + 13 s \| \| \| 9.º \| Jack Bauer \| Garmin-Barracuda \| + 26 s \| \| \| 10.º \| Eduard Vorganov \| Katusha \| + 26 s \| \| |                      |                   |                 |
| |                      |                   |                 |
| |                      |                   |                 |
| Clasificación de la etapa |                      |                   |                 |
| Ciclista | Ciclista             | Equipo            | Tiempo          |
| 1.º | Alejandro Valverde   | Movistar Team     | 3 h 45 min 48 s |
| 2.º | Simon Gerrans        | GreenEDGE         | + 0 s           |
| 3.º | Tiago Machado        | RadioShack-Nissan | + 2 s           |
| 4.º | Michael Rogers       | Team Sky          | + 4 s           |
| 5.º | Rohan Dennis         | Jayco-AIS         | + 7 s           |
| 6.º | Edvald Boasson Hagen | Team Sky          | + 12 s          |
| 7.º | Javi Moreno Bazán    | Movistar Team     | + 13 s          |
| 8.º | Jan Bakelants        | RadioShack-Nissan | + 13 s          |
| 9.º | Jack Bauer           | Garmin-Barracuda  | + 26 s          |
| 10.º | Eduard Vorganov      | Katusha           | + 26 s          |

| \| Clasificación general \| Clasificación general \| Clasificación general \| Clasificación general \| Clasificación general \| \| Ciclista \| Ciclista \| Equipo \| Tiempo \| \| \| --------------------- \| --------------------- \| --------------------- \| --------------------- \| --------------------- \| \| 1.º \| Simon Gerrans \| GreenEDGE \| 18 h 49 min 24 s \| \| \| 2.º \| Alejandro Valverde \| Movistar Team \| + 0 s \| \| \| 3.º \| Tiago Machado \| RadioShack-Nissan \| + 8 s \| \| \| 4.º \| Michael Rogers \| Team Sky \| + 14 s \| \| \| 5.º \| Rohan Dennis \| Jayco-AIS \| + 14 s \| \| \| 6.º \| Edvald Boasson Hagen \| Team Sky \| + 18 s \| \| \| 7.º \| Jan Bakelants \| RadioShack-Nissan \| + 19 s \| \| \| 8.º \| Javi Moreno Bazán \| Movistar Team \| + 23 s \| \| \| 9.º \| Michael Matthews \| Rabobank \| + 29 s \| \| \| 10.º \| Eduard Vorganov \| Katusha \| + 32 s \| \| |                      |                   |                  |
| |                      |                   |                  |
| |                      |                   |                  |
| Clasificación general |                      |                   |                  |
| Ciclista | Ciclista             | Equipo            | Tiempo           |
| 1.º | Simon Gerrans        | GreenEDGE         | 18 h 49 min 24 s |
| 2.º | Alejandro Valverde   | Movistar Team     | + 0 s            |
| 3.º | Tiago Machado        | RadioShack-Nissan | + 8 s            |
| 4.º | Michael Rogers       | Team Sky          | + 14 s           |
| 5.º | Rohan Dennis         | Jayco-AIS         | + 14 s           |
| 6.º | Edvald Boasson Hagen | Team Sky          | + 18 s           |
| 7.º | Jan Bakelants        | RadioShack-Nissan | + 19 s           |
| 8.º | Javi Moreno Bazán    | Movistar Team     | + 23 s           |
| 9.º | Michael Matthews     | Rabobank          | + 29 s           |
| 10.º | Eduard Vorganov      | Katusha           | + 32 s           |

### Etapa 6
| Adelaida - Adelaida | etapa llana | (90 km) |

| \| Clasificación de la etapa \| Clasificación de la etapa \| Clasificación de la etapa \| Clasificación de la etapa \| Clasificación de la etapa \| \| Ciclista \| Ciclista \| Equipo \| Tiempo \| \| \| ------------------------- \| ------------------------- \| ------------------------- \| ------------------------- \| ------------------------- \| \| 1.º \| André Greipel \| Lotto-Belisol \| 1 h 56 min 48 s \| \| \| 2.º \| Mark Renshaw \| Rabobank \| + 0 s \| \| \| 3.º \| Alessandro Petacchi \| Lampre-ISD \| + 0 s \| \| \| 4.º \| Yauheni Hutarovich \| FDJ-BigMat \| + 0 s \| \| \| 5.º \| José Joaquín Rojas \| Movistar Team \| + 0 s \| \| \| 6.º \| Edvald Boasson Hagen \| Team Sky \| + 0 s \| \| \| 7.º \| Romain Feillu \| Vacansoleil-DCM \| + 0 s \| \| \| 8.º \| Jonathan Cantwell \| Saxo Bank \| + 0 s \| \| \| 9.º \| Fabio Sabatini \| Liquigas-Cannondale \| + 0 s \| \| \| 10.º \| Manuel Belletti \| AG2R La Mondiale \| + 0 s \| \| |                      |                     |                 |
| |                      |                     |                 |
| |                      |                     |                 |
| Clasificación de la etapa |                      |                     |                 |
| Ciclista | Ciclista             | Equipo              | Tiempo          |
| 1.º | André Greipel        | Lotto-Belisol       | 1 h 56 min 48 s |
| 2.º | Mark Renshaw         | Rabobank            | + 0 s           |
| 3.º | Alessandro Petacchi  | Lampre-ISD          | + 0 s           |
| 4.º | Yauheni Hutarovich   | FDJ-BigMat          | + 0 s           |
| 5.º | José Joaquín Rojas   | Movistar Team       | + 0 s           |
| 6.º | Edvald Boasson Hagen | Team Sky            | + 0 s           |
| 7.º | Romain Feillu        | Vacansoleil-DCM     | + 0 s           |
| 8.º | Jonathan Cantwell    | Saxo Bank           | + 0 s           |
| 9.º | Fabio Sabatini       | Liquigas-Cannondale | + 0 s           |
| 10.º | Manuel Belletti      | AG2R La Mondiale    | + 0 s           |

| \| Clasificación general \| Clasificación general \| Clasificación general \| Clasificación general \| Clasificación general \| \| Ciclista \| Ciclista \| Equipo \| Tiempo \| \| \| --------------------- \| --------------------- \| --------------------- \| --------------------- \| --------------------- \| \| 1.º \| Simon Gerrans \| GreenEDGE \| 20 h 46 min 12 s \| \| \| 2.º \| Alejandro Valverde \| Movistar Team \| + 0 s \| \| \| 3.º \| Tiago Machado \| RadioShack-Nissan \| + 8 s \| \| \| 4.º \| Michael Rogers \| Team Sky \| + 14 s \| \| \| 5.º \| Rohan Dennis \| Jayco-AIS \| + 14 s \| \| \| 6.º \| Jan Bakelants \| RadioShack-Nissan \| + 16 s \| \| \| 7.º \| Edvald Boasson Hagen \| Team Sky \| + 18 s \| \| \| 8.º \| Javi Moreno Bazán \| Movistar Team \| + 23 s \| \| \| 9.º \| Michael Matthews \| Rabobank \| + 29 s \| \| \| 10.º \| Eduard Vorganov \| Katusha \| + 32 s \| \| |                      |                   |                  |
| |                      |                   |                  |
| |                      |                   |                  |
| Clasificación general |                      |                   |                  |
| Ciclista | Ciclista             | Equipo            | Tiempo           |
| 1.º | Simon Gerrans        | GreenEDGE         | 20 h 46 min 12 s |
| 2.º | Alejandro Valverde   | Movistar Team     | + 0 s            |
| 3.º | Tiago Machado        | RadioShack-Nissan | + 8 s            |
| 4.º | Michael Rogers       | Team Sky          | + 14 s           |
| 5.º | Rohan Dennis         | Jayco-AIS         | + 14 s           |
| 6.º | Jan Bakelants        | RadioShack-Nissan | + 16 s           |
| 7.º | Edvald Boasson Hagen | Team Sky          | + 18 s           |
| 8.º | Javi Moreno Bazán    | Movistar Team     | + 23 s           |
| 9.º | Michael Matthews     | Rabobank          | + 29 s           |
| 10.º | Eduard Vorganov      | Katusha           | + 32 s           |

## Clasificaciones finales

### Clasificación general
| \| Clasificación general \| Clasificación general \| Clasificación general \| Clasificación general \| Clasificación general \| \| Ciclista \| Ciclista \| Equipo \| Tiempo \| \| \| --------------------- \| --------------------- \| --------------------- \| --------------------- \| --------------------- \| \| 1.º \| Simon Gerrans \| GreenEDGE \| 20 h 46 min 12 s \| \| \| 2.º \| Alejandro Valverde \| Movistar Team \| + 0 s \| \| \| 3.º \| Tiago Machado \| RadioShack-Nissan \| + 8 s \| \| \| 4.º \| Michael Rogers \| Team Sky \| + 14 s \| \| \| 5.º \| Rohan Dennis \| Jayco-AIS \| + 14 s \| \| \| 6.º \| Jan Bakelants \| RadioShack-Nissan \| + 16 s \| \| \| 7.º \| Edvald Boasson Hagen \| Team Sky \| + 18 s \| \| \| 8.º \| Javi Moreno Bazán \| Movistar Team \| + 23 s \| \| \| 9.º \| Michael Matthews \| Rabobank \| + 29 s \| \| \| 10.º \| Eduard Vorganov \| Katusha \| + 32 s \| \| |                      |                   |                  |
| |                      |                   |                  |
| Fuente: ProCyclingStats |                      |                   |                  |
| Clasificación general |                      |                   |                  |
| Ciclista | Ciclista             | Equipo            | Tiempo           |
| 1.º | Simon Gerrans        | GreenEDGE         | 20 h 46 min 12 s |
| 2.º | Alejandro Valverde   | Movistar Team     | + 0 s            |
| 3.º | Tiago Machado        | RadioShack-Nissan | + 8 s            |
| 4.º | Michael Rogers       | Team Sky          | + 14 s           |
| 5.º | Rohan Dennis         | Jayco-AIS         | + 14 s           |
| 6.º | Jan Bakelants        | RadioShack-Nissan | + 16 s           |
| 7.º | Edvald Boasson Hagen | Team Sky          | + 18 s           |
| 8.º | Javi Moreno Bazán    | Movistar Team     | + 23 s           |
| 9.º | Michael Matthews     | Rabobank          | + 29 s           |
| 10.º | Eduard Vorganov      | Katusha           | + 32 s           |

### Clasificación de la montaña
| Clasificación de la montaña | Clasificación de la montaña | Clasificación de la montaña | Clasificación de la montaña | Clasificación de la montaña |
| Ciclista                    | Ciclista                    | Equipo                      | Puntos                      |                             |
| --------------------------- | --------------------------- | --------------------------- | --------------------------- | --------------------------- |
| 1.º                         | Rohan Dennis                | Jayco-AIS                   | 29 pts                      |                             |
| 2.º                         | Thomas de Gendt             | Vacansoleil-DCM             | 24 pts                      |                             |
| 3.º                         | Simon Gerrans               | GreenEDGE                   | 24 pts                      |                             |
| 4.º                         | Tiago Machado               | RadioShack-Nissan           |                             |                             |
| 5.º                         | Alejandro Valverde          | Movistar Team               |                             |                             |

### Clasificación de las metas volantes
| Clasificación por puntos | Clasificación por puntos | Clasificación por puntos | Clasificación por puntos | Clasificación por puntos |
| Ciclista                 | Ciclista                 | Equipo                   | Puntos                   |                          |
| ------------------------ | ------------------------ | ------------------------ | ------------------------ | ------------------------ |
| 1.º                      | Edvald Boasson Hagen     | Team Sky                 | 56 pts                   |                          |
| 2.º                      | André Greipel            | Lotto-Belisol            | 50 pts                   |                          |
| 3.º                      | Yauheni Hutarovich       | FDJ-BigMat               | 39 pts                   |                          |
| 4.º                      | Mark Renshaw             | Rabobank                 |                          |                          |
| 5.º                      | Michael Matthews         | Rabobank                 |                          |                          |

### Clasificación de los jóvenes
| Clasificación del mejor joven | Clasificación del mejor joven | Clasificación del mejor joven | Clasificación del mejor joven | Clasificación del mejor joven |
| Ciclista                      | Ciclista                      | Equipo                        | Tiempo                        |                               |
| ----------------------------- | ----------------------------- | ----------------------------- | ----------------------------- | ----------------------------- |
| 1.º                           | Rohan Dennis                  | Jayco-AIS                     | 20 h 46 min 26 s              |                               |
| 2.º                           | Edvald Boasson Hagen          | Team Sky                      | + 4 s                         |                               |
| 3.º                           | Michael Matthews              | Rabobank                      | + 15 s                        |                               |
| 4.º                           | Ángel Madrazo                 | Movistar Team                 | + 1 min 01 s                  |                               |
| 5.º                           | Wilco Kelderman               | Rabobank                      | + 2 min 19 s                  |                               |

### Clasificación por equipos
| Clasificación por equipos | Clasificación por equipos | Clasificación por equipos | Clasificación por equipos |
| Equipo                    | Equipo                    | Tiempo                    |                           |
| ------------------------- | ------------------------- | ------------------------- | ------------------------- |
| 1.º                       | RadioShack-Nissan         | 62 h 19 min 53 s          |                           |
| 2.º                       | Sky                       | + 24 s                    |                           |
| 3.º                       | Movistar Team             | + 31 s                    |                           |

### Más agresivo
| Posición | Ciclista      | Equipo            |
| -------- | ------------- | ----------------- |
|          | Jan Bakelants | RadioShack-Nissan |

## Evolución de las clasificaciones
| Etapa (Vencedor)               | Clasificación general | Clasificación de la montaña | Clasificación de los sprints | Clasificación de los jóvenes | Clasificación por equipos | Trofeo del más agresivo |
| ------------------------------ | --------------------- | --------------------------- | ---------------------------- | ---------------------------- | ------------------------- | ----------------------- |
| 1.ª etapa (André Greipel)      | André Greipel         | Marcello Pavarin            | André Greipel                | Rohan Dennis                 | Sky                       | Eduard Vorganov         |
| 2.ª etapa (William Clarke)     | Martin Kohler         | William Clarke              | William Clarke               | Michael Matthews             | UniSA-Australia           | William Clarke          |
| 3.ª etapa (André Greipel)      | André Greipel         | Thomas De Gendt             | André Greipel                | Michael Matthews             | UniSA-Australia           | Thomas De Gendt         |
| 4.ª etapa (Óscar Freire)       | Martin Kohler         | Rohan Dennis                | Edvald Boasson Hagen         | Michael Matthews             | Sky                       | Nathan Haas             |
| 5.ª etapa (Alejandro Valverde) | Simon Gerrans         | Rohan Dennis                | Edvald Boasson Hagen         | Rohan Dennis                 | RadioShack-Nissan         | Stuart O'Grady          |
| 6.ª etapa (André Greipel)      | Simon Gerrans         | Rohan Dennis                | Edvald Boasson Hagen         | Rohan Dennis                 | RadioShack-Nissan         | Jan Bakelants           |
| Final                          | Simon Gerrans         | Rohan Dennis                | Edvald Boasson Hagen         | Rohan Dennis                 | RadioShack-Nissan         | Jan Bakelants           |

## UCI WorldTour
El Tour Down Under 2012 otorgó puntos para el UCI WorldTour 2012 a aquellos corredores que pertenecen a equipos UCI ProTour.
| Posición              | 1   | 2  | 3  | 4  | 5  | 6  | 7  | 8  | 9  | 10 |
| Clasificación general | 100 | 80 | 70 | 60 | 50 | 40 | 30 | 20 | 10 | 4  |
| Por etapa             | 6   | 4  | 2  | 1  | 1  |    |    |    |    |    |

Siendo este el reparto de puntos:
|    | Corredor             | Equipo                 | Puntos |
| -- | -------------------- | ---------------------- | ------ |
| 1  | Simon Gerrans        | GreenEDGE Cycling Team | 106    |
| 2  | Alejandro Valverde   | Movistar Team          | 87     |
| 3  | Tiago Machado        | RadioShack-Nissan      | 72     |
| 4  | Michael Rogers       | Sky Procycling         | 61     |
| 5  | Jan Bakelants        | RadioShack-Nissan      | 40     |
| 6  | Edvald Boasson Hagen | Sky Procycling         | 34     |
| 7  | Javier Moreno        | Movistar Team          | 20     |
| 8  | André Greipel        | Lotto Belisol Team     | 18     |
| 9  | Michael Matthews     | Rabobank Cycling Team  | 15     |
| 10 | Yauheni Hutarovich   | FDJ-Big Mat            | 7      |

| 11 | Óscar Freire        | Katusha Team           | 6 |
| 11 | Alessandro Petacchi | Lampre-ISD             | 6 |
| 13 | Mark Renshaw        | Rabobank Cycling Team  | 5 |
| 14 | Gerald Ciolek       | Omega Pharma-QuickStep | 4 |
| 14 | Eduard Vorganov     | Katusha Team           | 4 |
| 16 | Daniele Bennati     | RadioShack-Nissan      | 3 |
| 17 | José Joaquín Rojas  | Movistar Team          | 1 |
| 17 | Robbie McEwen       | GreenEDGE Cycling Team | 1 |
| 17 | Fabio Sabatini      | Liquigas-Cannondale    | 1 |